# Asking for It
«Asking for It» es una canción de la banda de rock estadounidense Shinedown. Fue lanzado el 5 de abril de 2016 como el tercer sencillo del quinto álbum de estudio Threat to Survival (2015).

## Antecedentes
La canción fue lanzada como el tercer sencillo del quinto álbum Threat to Survival en abril de 2016. La canción hizo su debut en la televisión nacional en vivo en el mismo mes, con la banda interpretando la canción en Jimmy Kimmel Live!. El líder Brent Smith señaló que la canción fue la primera escrita y concebida durante las sesiones de escritura de Threat to Survival. El hecho de que fuera elegido para el álbum era una rareza; la banda a menudo escribe entre 40 y 60 canciones en el transcurso de las sesiones de escritura de un álbum y, por lo general, descarta el material anterior.

## Video musical
El video musical de la canción, ampliado más allá de la duración de la canción y apodado un "cortometraje" por la banda, se burla de la banda y de la industria de la música en general. La banda deseaba intentar hacer algo diferente y nuevo que se destacara en YouTube, en lugar de simplemente hacer un video basado en la actuación, algo que la banda sintió que no era original y exagerado.

## Posicionamiento en lista
| Lista (2016)                   | Posición |
| ------------------------------ | -------- |
| US Mainstream Rock (Billboard) | 2        |